# Under a Glass Moon
"Under a Glass Moon" je šesta pjesma s albuma Images and Words (izdan 1992. godine) američkog progresivnog metal sastava Dream Theater. Osim na studijskom izdanju, pjesma je još uključena u uživo izdanje Score i DVD video izdanje Images and Words: Live in Tokyo.
Tekst pjesme napisao je John Petrucci. Također je solo Johna Petruccija proglašen za 98. najbolji gitaristički solo Guitar Player časopisa.
Studijsko izdanje pjesme traje 7 minuta i 3 sekunde.

## Izvođači
- James LaBrie - vokali
- John Petrucci - električna gitara, prateći vokali
- John Myung - bas-gitara
- Mike Portnoy - bubnjevi, prateći vokali
- Kevin Moore - klavijature